# Palazzo Caracciolo di Martina
Il palazzo Caracciolo di Martina è un palazzo monumentale di Napoli ubicato in vico Sedil Capuano al civico 21.
Il palazzo risale al Tardocinquecento, ma notevoli sono state le trasformazioni avvenute nei secoli successivi; le più rilevanti sono avvenute nel XVIII secolo, quando fu realizzata la scala a mezzogiorno con affaccio sulla strada principale con coppie di arcate su tre piani. 
Dai rilevamenti topografici del duca di Noja si evince che il fabbricato doveva avere una planimetria a "C", con il cortile aperto verso la retrostante strada (via Santa Maria Vertecoeli). Tra i rilevamenti del duca Di Noja datati al 1775 e la pianta redatta da Real ufficio topografico della guerra nel 1836 si riscontra che, in questo intervallo di tempo, il quarto lato venne chiuso (la chiusura è più visibile nella pianta dello Schiavoni risalente al 1877). 
Il cortile è a pianta quadrangolare, sulla destra ci sono i resti di un portico con loggiato, le arcate furono occluse durante la realizzazione del quarto lato. La facciata interna verso l'ingresso conserva ancora dei riferimenti decorativi del Rinascimento napoletano cinquecentesco gravemente alterati: al secondo piano sono visibili i tagli nelle cornici di piperno delle finestre per far spazio a dei balconcini in un periodo recente.
Il prospetto è caratterizzato da due finestre rinascimentali sfalsate in senso verticale che sovrastano il portale cinquecentesco in piperno con il relativo duslargamento avvenuto in epoca successiva per consentire una facile svolta per le carrozze. Il portale, come tutto il fabbricato, versa il cattive condizioni tanto che, nel corso di qualche pessima pulizia, sono stati cancellati i cromatismi in piperno.